# Lipogram
Een lipogram is een tekst waarin de auteur met opzet een of meerdere letters niet gebruikt. Zo is een "e-lipogram" een tekst waarin geen e voorkomt, een "a,n"-lipogram een tekst waarin geen a of n voorkomt.
De moeilijkheid bij het schrijven van een lipogram wordt groter naarmate de niet-gebruikte letter meer voorkomt in het taalgebruik en de tekst langer wordt. De q komt in het Nederlands zo weinig voor dat een "q-lipogram" nauwelijks opvalt. "Klinker-lipogrammen" zijn daarentegen interessanter. Vooral een "e-lipogram" − de e is de meest voorkomende letter in het Nederlands en veel andere talen − dwingt de auteur tot kunstgrepen. Veel voorkomende woorden als de lidwoorden de, het, een zouden dan niet gebruikt worden.
Het bekendste voorbeeld van een e-lipogram is de roman La disparition van de Franse schrijver Georges Perec uit 1969. Niet alleen komt in deze roman nergens de letter "e" voor, de roman zelf is opgebouwd als een detectiveverhaal rond de verdwijning van de letter "e". De Britse schrijver Gilbert Adair maakte in 1994 een Engelse vertaling van deze roman onder de titel A Void, waarin evenmin de letter e voorkomt. In 2009 verscheen bij De Arbeiderspers een Nederlandse vertaling van Guido van de Wiel onder de titel 't Manco.
Al in de 18e eeuw herschreef Casanova voor de actrice Vestris een toneelstuk met weglating van de letter r, die ze slecht kon uitspreken.
Een apart soort lipogrammen zijn die waarin slechts één klinker is toegelaten: een tekst zoals "Ha Jaap, draaft daar Jans paard? Ja maat, dat prachtpaard gaat maar langzaam van Baarn langs Zaandam naar Landgraaf, alwaar Jans stal staat" met alleen de klinker a is een "e,i,o,u,ij-lipogram".
Nederlandstalige lipogrammen in velerlei vormen zijn te vinden in het boek Opperlandse taal- & letterkunde van Battus, dat geheel gewijd is aan woord- en taalspelletjes zoals lipogrammen, pangrammen, palindromen, lange woorden enzovoort.

## Voetnoten
1. ↑  Histoire de ma vie, vol. 10, hoofdstuk 10